# Brunia noduliflora
Brunia noduliflora Goldblatt & J.C.Manning, 2000 è una pianta appartenente alla famiglia delle Bruniaceae, originaria del Sudafrica.

## Descrizione

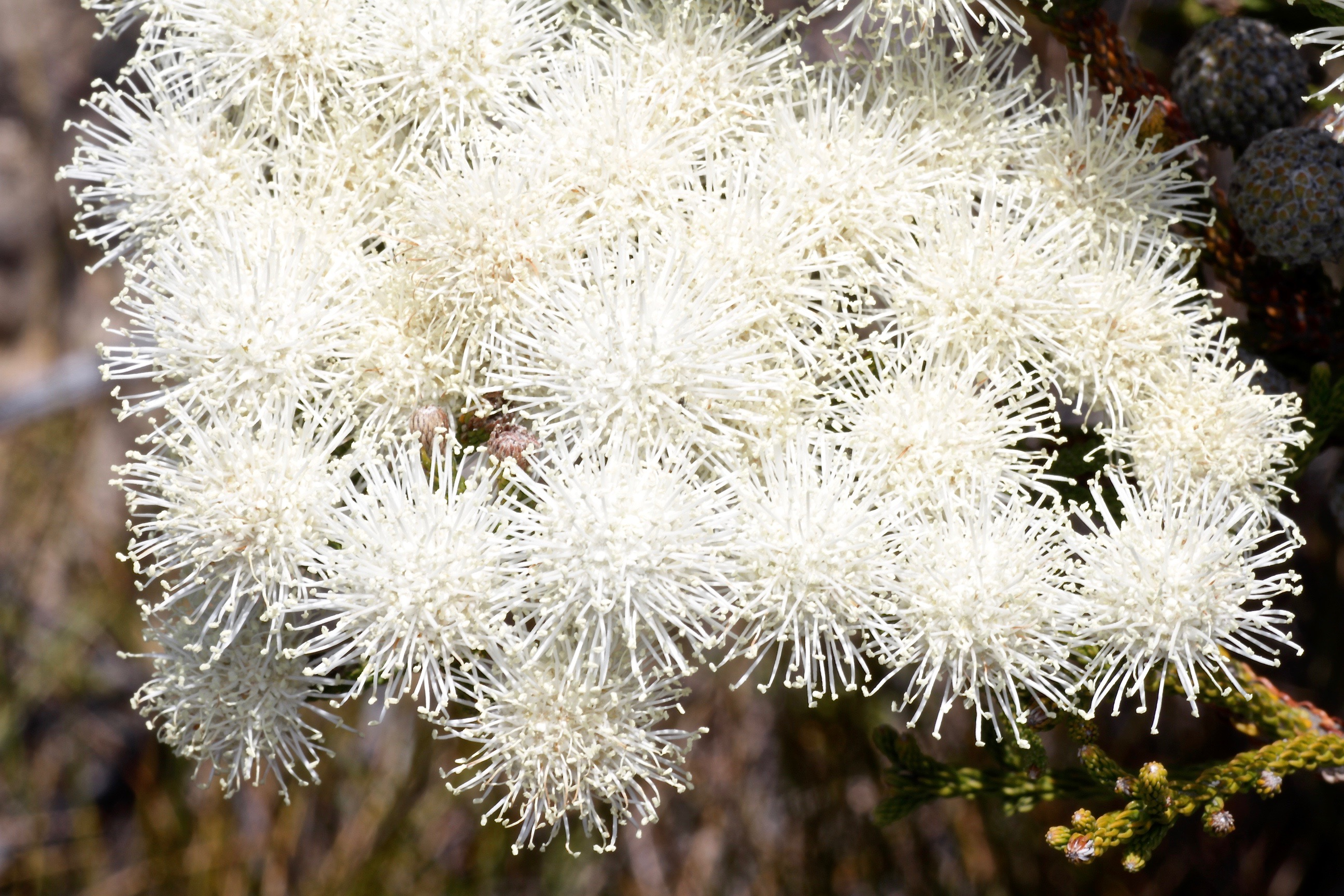
Fiori di B. noduliflora

B. noduliflora è un arbusto sempreverde che cresce fino a 0,6-1,5 m di altezza, e si sviluppa da una base legnosa resistente al fuoco. Gli steli sono ricoperti di minuscoli peli e da numerose piccole foglie aghiformi lunghe 2–3 mm, adagiate contro lo stelo.
I fiori bianchi e profumati si presentano in dense teste globose di 10 mm di diametro, raggruppati in inforescenze (corimbi). Sono resi soffici dai loro lunghi stami e nell'invecchiare, raggiungono un colore marrone-rosa. Il periodo di fioritura è principalmente dall'autunno all'inverno (da marzo a giugno) e i fiori si aprono subito dopo le prime piogge. Dopo la fioritura e la fecondazione, i fiori cadono lasciando le grandi teste fruttifere grigio-marroni che rimangono sul cespuglio per diversi anni. Nuove gemme compaiono subito dopo i fiori, ma queste non si aprono fino all'inverno successivo e rimangono quindi sul cespuglio per tutta l'estate.
B. noduliflora possiede un rizoma legnoso sotterraneo resistente al fuoco: in caso di incendio, la pianta brucia in superficie ma sopravvive grazie al rizoma e germoglia di nuovo dopo le successive piogge autunnali. B. noduliflora conserva anche i suoi semi sulla pianta di anno in anno, così che dopo un incendio vengono rilasciati semi immagazzinati in molti anni e anch'essi germinano dopo le piogge autunnali

## Distribuzione e habitat
L'areale di questa specie è la provincia del Capo Occidentale, in Sudafrica. La pianta cresce principalmente nel bioma subtropicale. Cresce in pieno sole, su pendii rocciosi di arenaria, spesso in zone umide, vicino a fiumi o corsi d'acqua.

## Usi
B. noduliflora è una pianta ornamentale molto ricercata. Il suo fogliame è un riempitivo utile e duraturo e le teste fruttifere nodose sono una caratteristica interessante nelle composizioni floreali.